# Alimentární onemocnění
Alimentární onemocnění (též alimentární infekce, alimentární nákaza, otrava z potravin) je onemocnění člověka a zvířat pocházející z potravy, respektive z příjmu potravy a tekutin. Název je odvozen z latinského slova „alimentum“ znamenající výživa či potrava. Alimentární nemoci jsou způsobeny bakteriemi a jejich toxiny, viry, plísněmi a mykotoxiny, jedno- nebo mnohobuněčnými parazity, případně přítomností jedů v potravě. V posledně jmenovaném se používá termín intoxikace nebo otrava z potravin. Vůbec nejčastějším alimentárním onemocněním u lidí v EU je kampylobakterióza.
V České republice je ročně hlášeno bezmála 20 tisíc případů tohoto onemocnění.

## Dělení alimentárních infekcí

### Dle charakteru mikroorganismu a mechanismu nákazy
- Alimentární infekce – jsou vyvolány mikroorganismy, které se potravinou a vodou dostávají do trávicího traktu, kde se pomnoží a vyvolají onemocnění.[2] Jde o všechny virové, parazitární a některé bakteriální infekce.
- Toxoinfekce – jsou ta onemocnění, jež jsou způsobena uvolněnými endotoxiny z bakterií, působícími na střevní sliznici.[2]
- Otravy z potravin (intoxikace) – jsou nemoci vyvolané potravinami, ve kterých se pomnožily bakterie či plísně již pomnožily a uvolnily do ní své toxické metabolity. Onemocnění tak nezpůsobuje samotný patogen, nýbrž jeho toxin (u bakterií mluvíme o exotoxinech, u plísní o mykotoxinech) obsažený v potravině.[2] Typickým příkladem je botulismus, kde bakterie Clostridium botulinum pomnožené v potravině produkují jed botulin.[1]

### Dle původce
- Bakteriálního původu – mezi nejběžnější bakteriální původce v potravinách patří Campylobacter, Salmonella, Listeria, Yersinia, Escherichia coli, Vibrio, Clostridium, Bacillus atd.[1]
- Virového původu – např. noroviry, rotaviry, virus hepatitidy, caliciviry[1]
- Parazitárního původu – např. Cryptosporidium, Giardia, Trichinella, Toxoplasma, Taenia saginata, Entamoeba[1]
- Způsobené houbami a jejich mykotoxiny – např. Aspergillus a aflatoxiny, Penicillium verrucosum a ochratoxin A

### Dle zdroje původce
- Antroponózy – původce pochází z člověka[2]
- Zoonózy – původce pochází ze zvířat[2]

## Výskyt alimentárních nákaz lidí v zemích EU
Od roku 2005 je v EU každoročně nejčastějším alimentárním onemocněním kampylobakterióza s více než 200 000 potvrzenými případy ročně. Skutečný počet onemocnění je však daleko vyšší, neboť ne všechny případy jsou mikrobiologicky potvrzeny a zdaleka ne všichni pacienti vyhledají lékařskou pomoc. Počet zemřelých na kampylobakterové infekce je však nízký, smrtnost se pohybuje kolem 0,03%. Druhou nejčastější alimentární infekcí je salmonelóza. Počet diagnostikovaných případů v EU v roce 2015 činil 94 625, počet zemřelých 126 a smrtnost 0,26%. Salmonelóza v Evropě však má zjevný klesající trend díky ozdravným programům proti salmonelóze drůbeže. Alimentárním onemocněním s nejvyšší smrtností v EU je listerióza, při které zemře v průměru 15-18% nemocných pacientů.